# 利薩德山
利薩德山（英語：Lizard Hill）是南極洲的山丘，位於葛拉漢地的塔巴林半島，處於里奇峰以東1公里，海拔高度355米，由瑞典的探險隊發現，現時由南極條約體系管理。
63°31′S 57°1′W / 63.517°S 57.017°W